# トーラス M44
トーラス M44（英: Taurus Model.44）は、ブラジルのトーラス・アームズ社が開発した回転式拳銃である。トーラス本社で用いられているブラジルの公用語であるポルトガル語での商品名は、トーラス RT44（英: Taurus RT44）である。

## 概要
トーラス社では元々、ブラジル国内で、大口径のマグナム弾を使用するリボルバーの所持は禁止されていた事から、当時は大型リボルバーの生産を行っていなかった。そこで、同社の自社製中型リボルバーのメカニズムをそのまま大型化し、強度を向上させたモデルである.44口径の本銃は、当初アメリカ輸出向けの製品として限定生産が行われた。

## 仕様
.44口径のステンレス製、もしくはスチール製の6連発大型リボルバーで、弾薬は.44マグナム弾を使用する。仕上げはマットフィニッシュ（スチール製モデルはブルーイングフィニッシュ）で、フルレングスバレルアンダーラグ、8ポーテッドタイプのマグナポート、ベンチレーテッドリブを備えたバレルやトーラス社のロゴのメダリオンとフィンガーチャンネルが設けられた黒いラバーグリップなど、同社のマグナムリボルバーの一つであるレイジングブルと酷似した特徴もあるが、全体のフォルムはレイジングブルよりもスマートで、寸法上の共通点は少ない。
他には、インターナルセーフティとしてトランスファーバー・メカニズムが設けられ、サイトはフロントサイトが抜き撃ちに適した固定式のランプタイプ、リアサイトが微調整の可能なアジャスタブルタイプとなっている。銃身長は4インチ、6.5インチ、8.37インチのモデルバリエーションがある。
本銃はブラジルのトーラス本社とそのアメリカ法人であるトーラス USAによって製造が行われており、両社の製造品の仕様に違いはほぼ無く、フレーム右側のロゴとグリップのメダリオンのカラーリングぐらいとなっている。

## 登場作品

### ゲーム
『サイコブレイク』
主人公、セバスチャン・カステヤノスがブラックモデルを使用。
『デッドライジング』

『バトルフィールド3』
『バトルフィールド4』
全兵科での共通武器として登場。
『バトルフィールド　ハードライン』
トニー・アルパート、デューン・アルパートが使用。